# Бонсови поляни (хижа)
„Бонсови поляни“, или „Манастирски поляни“, е планинска туристическа хижа в едноименната местност Бонсови поляни в планината Люлин, на територията на район Овча купел в Столичната община.
Представлява едноетажна сграда с 13 спални места, вътрешни санитарни възли, отопление с електрически уреди, туристическа столова, ресторант с лятна градина.

## Съседни обекти
- връх Дупевица – 1 час
- Горнобански манастир – 15 минути
- Владайски манастир – 1 час

## Изходни точки
- местност Черният кос – 1 час
- Княжево през местност Кърлежа – 1 час
- Горна баня – 1.30 часа